# Marienkirche (Holtland)

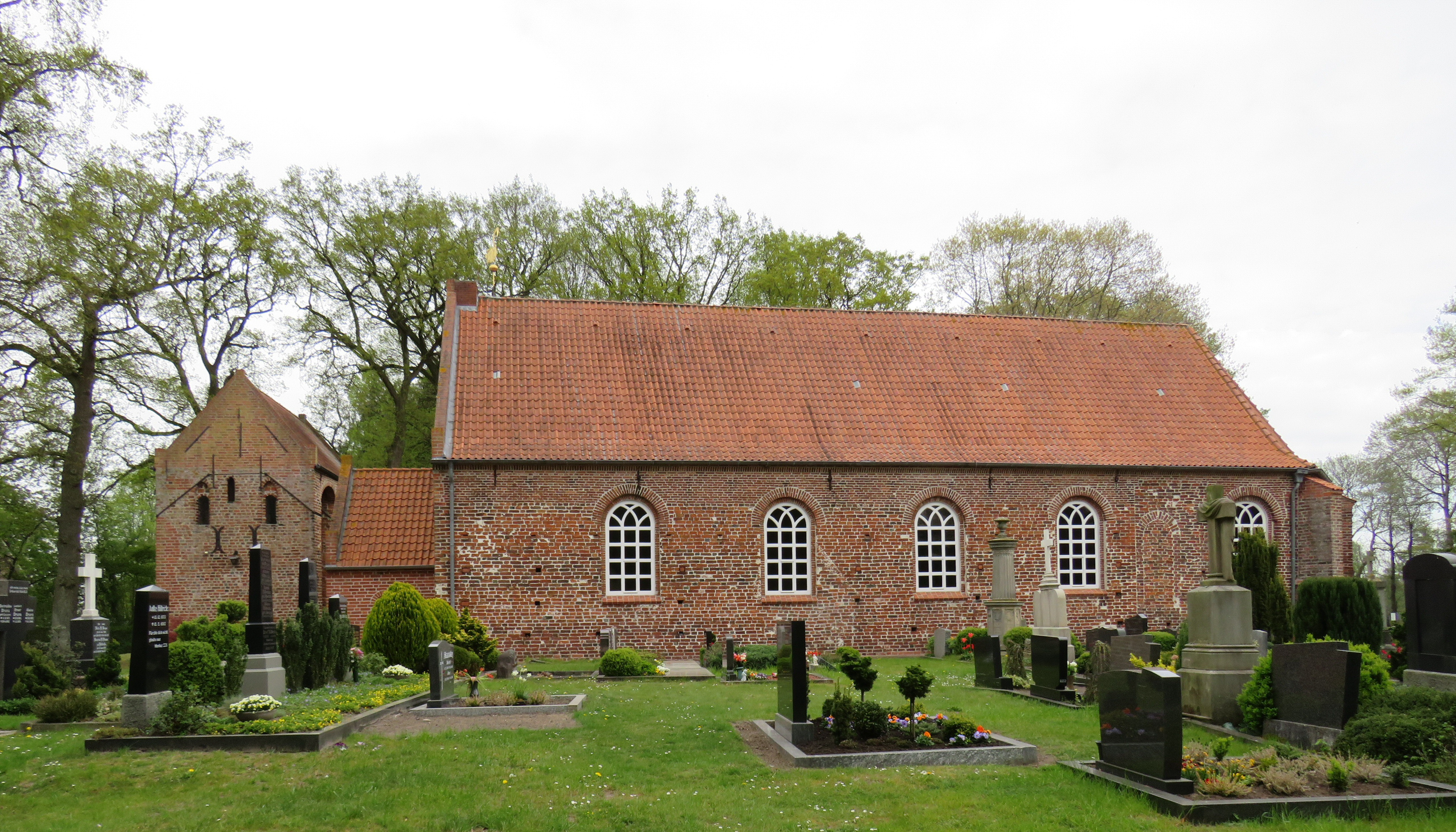
Südseite der Marienkirche

Die Marienkirche steht in Holtland, einer Gliedgemeinde der Samtgemeinde Hesel im zentralen Ostfriesland. Erbaut wurde die Kirche im 13. Jahrhundert. Sie ist im Laufe der Jahrhunderte aber mehrmals umgebaut worden. Das ursprüngliche Patrozinium der Kirche ist unbekannt. Am Ende des 20. Jahrhunderts wurde sie nach der heiligen Maria benannt.

## Kirchenrecht
In vorreformatorischer Zeit gehörte die Kirche zur Propstei Leer im Bistum Münster und wechselte in der Reformationszeit zum lutherischen Bekenntnis. Das Kirchenpatronat wurde seit der Neuzeit von der Dorfgesellschaft übernommen. Noch heute übt die Gemeinde das Pastorenwahlrecht aus.

## Geschichte

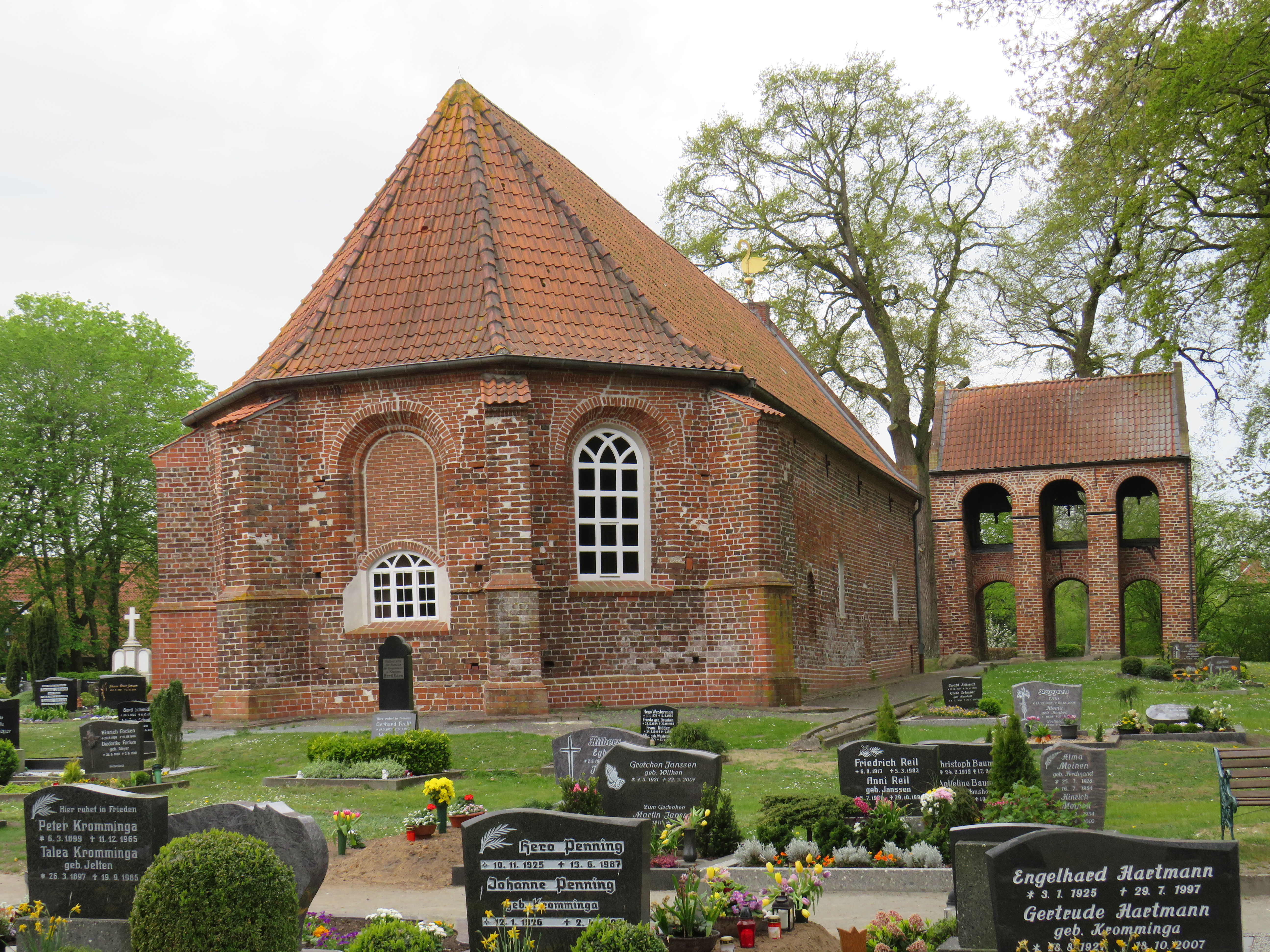
Marienkirche mit Glockenturm

Die Ursprünge der Holtlander Kirchengemeinde reichen weit zurück. Erstmals wird sie in den Werdener Urbaren im 10. Jahrhundert erwähnt. Eine Holzkirche als Vorgängerbau konnte bis dato nicht nachgewiesen werden, wird aber als wahrscheinlich angesehen.
Die frühgotische Backsteinkirche wurde im 13. Jahrhundert als einschiffiger Apsissaal auf einer Warft errichtet. Um den Bau abzusichern, wurden Fundamente aus großen Granitblöcken (Findlinge) angelegt. Diese sind heute unter dem Glockenturm deutlich zu erkennen. Sie mussten mit großem Aufwand von weither geholt werden. In den Jahren vor 1500 wurde die Apsis an der Ostseite durch einen polygonalen, ehemals gewölbten gotischen Choranbau mit außen angebrachten Pfeilern in der Breite des Kirchenschiffs ersetzt. Im Jahre 1787 wurde das Steingewölbe bei einer Renovierung durch eine Bretterdecke mit Voute ersetzt. Während der Baumaßnahmen wurden die kleinen romanischen Fenster an den Langseiten zu je vier schlichten Rundbogenfenstern vergrößert und die Portale an Nord- und Südseite zugemauert. An der Nordwand blieb ein ursprünglich kleines Rundbogenfenster, ein sogenanntes Hagioskop, vermauert erhalten.

## Ausstattung
Der Taufstein entstammt vorreformatorischer Zeit. Er wurde, wie so viele Taufsteine in Ostfriesland im  13. Jahrhundert, aus Bentheimer Sandstein geschaffen. Er ist etwa 100 Jahre älter als die Kirche und stand vermutlich schon in einem hölzernen Vorgängerbau. Er ist romanisch und ruht auf vier Löwenfüßen. Das zylindrische Becken ist mit flachen Blendbögen aus Dreiviertelkreisen verziert.
Die Kanzel wurde 1710 von den Eheleuten Brunsen gestiftet. Sie ist mit gedrehten Ecksäulen, Rundbogen und pflanzlichen Ornamenten versehen.
Der Altar stammt aus dem 17. Jahrhundert. Weiterhin gehören ein Kelch, der 1632 von Foelke Brors und Talke Nannen Haben gestiftet und von einem Emder Goldschmiedemeister geschaffen wurde, und eine 1702 gestiftete, runde, glatte Oblatendose, angefertigt von Roelf Frerik aus Leer, zum Inventar.

## Orgel

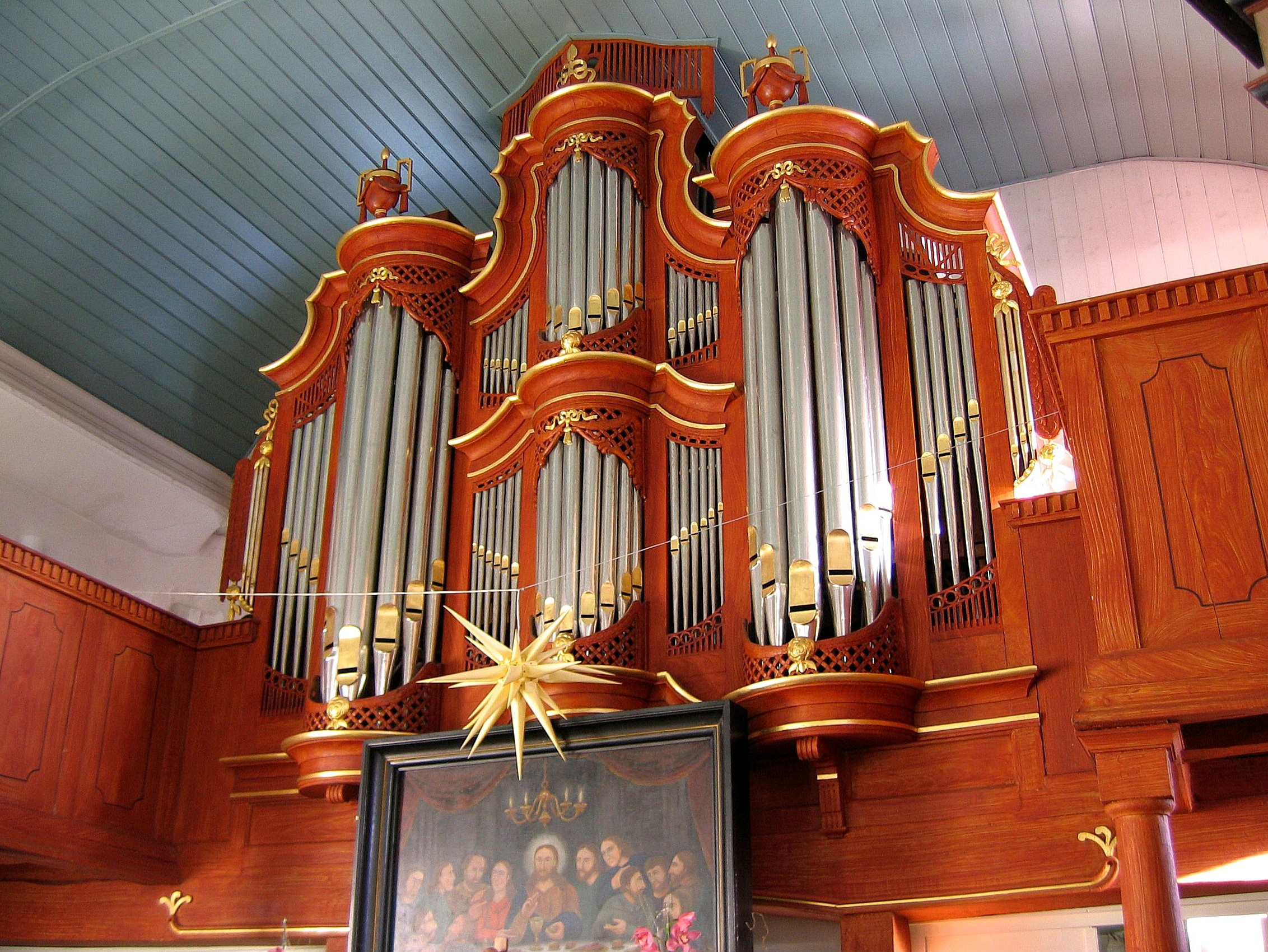
Rohlfs-Orgel (1813)

Die weitgehend im Originalzustand erhaltene zweimanualige Brüstungsorgel mit angehängtem Pedal und 14 Registern wurde 1810 bis 1813 von dem Esenser Orgelbaumeister Johann Gottfried Rohlfs auf einer Empore über dem Altar im Osten errichtet. Sie gilt als ein Werk von überregionaler Bedeutung und zeigt in ihrer Gestaltung den Übergang von Spätbarock zum Klassizismus. Im Laufe der Jahrhunderte ist das Instrument mehrfach repariert und verändert worden, ehe es 1981/82 von der Orgelbauwerkstatt Alfred Führer aus Wilhelmshaven in seinen ursprünglichen Zustand zurückversetzt wurde.
| I Hauptwerk C–f3 |              |     |     |
| 1.               | Principal    | 8′  | R   |
| 2.               | Bordun       | 16′ | R/F |
| 3.               | Gedact       | 8′  | R/F |
| 4.               | Octav        | 4′  | R   |
| 5.               | Rohr Flöte   | 4′  | R   |
| 6.               | Nassat       | 3′  | R   |
| 7.               | Octav        | 2′  | R   |
| 8.               | Mixtur IV    |     | R   |
| 9.               | Trompete B/D | 8′  | F   |

| II Nebenwerk C–f3 |                 |    |     |
| 10.               | Principal       | 4′ | R   |
| 11.               | Flöte Travers   | 8′ | F   |
| 12.               | Viol di Gamba D | 8′ | F   |
| 13.               | Flute douce     | 4′ | R,F |
| 14.               | Waldflöte       | 2′ | R   |
|                   | Tremulant       |    |     |

| Pedal (angehängt) C–c1 |

- Koppeln: II/I, I/P, II/P
- Anmerkungen:

R = Pfeifenmaterial von Johann Gottfried Rohlfs (1810–1813)
F = Pfeifenmaterial von Alfred Führer (1981–1982)